# 大拉戈阿 (米纳斯吉拉斯州)
大拉戈阿是巴西米纳斯吉拉斯州的一个市镇。总面积1219.891平方公里，总人口8660人，人口密度7.1人/平方公里。